# Erzbistum Embrun

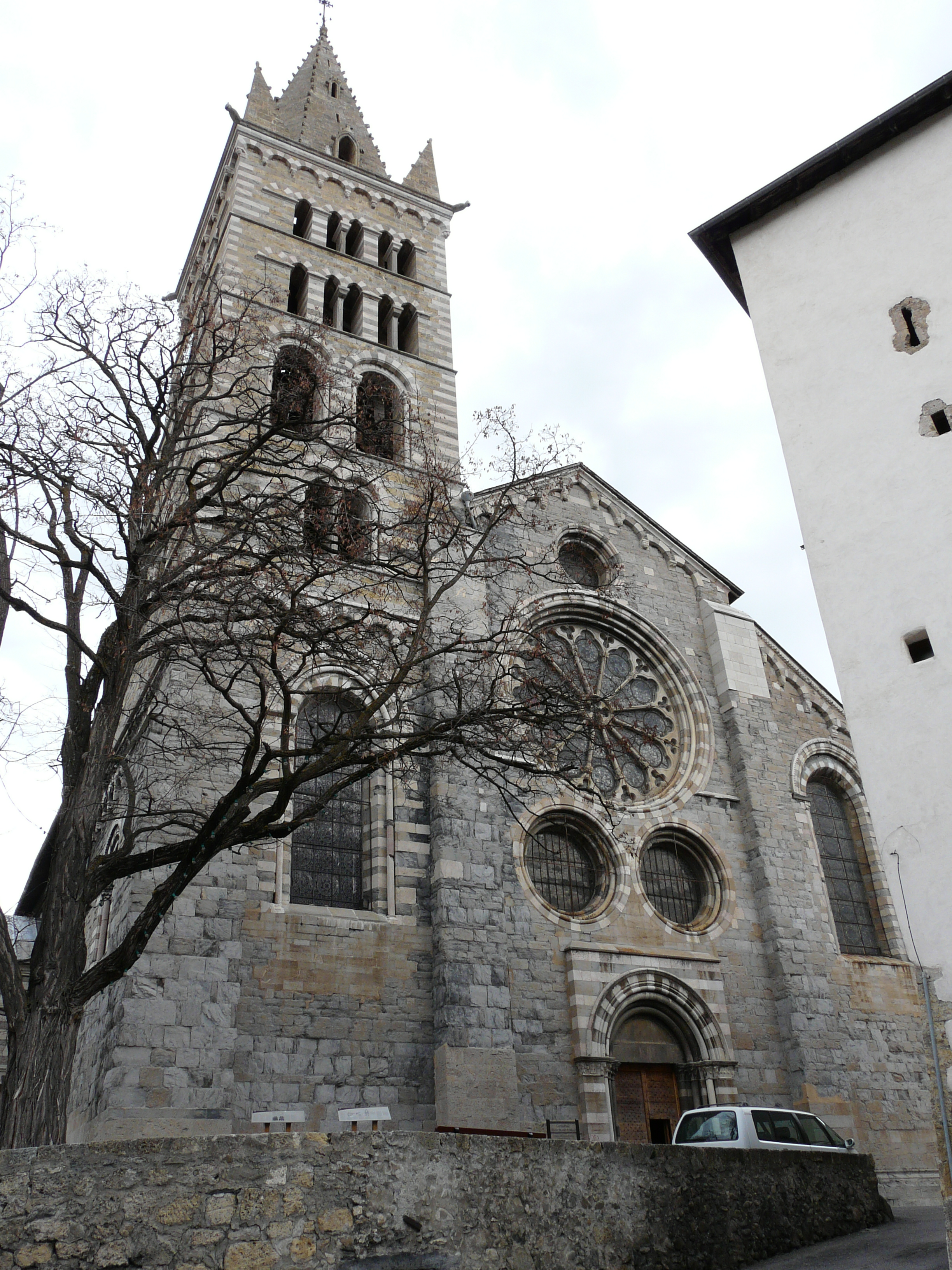
Die Kathedrale von Embrun

Das Erzbistum Embrun mit Sitz in der Stadt Embrun, in den französischen Alpen, war im 4. Jahrhundert als Bistum der Katholischen Kirche errichtet worden. Von 794 bis zum Konkordat von 1801 war es ein Metropolitanbistum. Seither und endgültig ab 1822 gehört sein Gebiet zum Bistum Gap.
Seit 31. Dezember 2007 heißt das Bistum Gap Gap(-Embrun) und seit 5. Juli 2022 Gap-Embrun. Zuvor hießt das Erzbistum Aix(-Arles) Aix(-Arles-Embrun).

## Kirchenprovinz Embrun
Zur Kirchenprovinz Embrun gehörten am Vorabend der Französischen Revolution außer dem namengebenden Erzbistum folgende Bistümer:
1. Bistum Digne
2. Bistum Glandèves
3. Bistum Grasse
4. Bistum Nizza
5. Bistum Senez
6. Bistum Vence